# Росла
Росла (нем. Roßla) — деревня и бывший муниципалитет (коммуна) в районе Мансфельд-Зюдгарц (земля Саксония-Анхальт, Германия).
С 1 января 2010 года деревня Росла входит в состав коммуны Зюдгарц. Население составляет 2319 человек (на 31 декабря 2006 года). Занимает площадь 17,64 км².

## Знаменитые уроженцы
- Биела, Вильгельм
- Елизавета Штольберг-Россла
- Маршалк, Николаус
- Ганс Штайнбрюк